# Andrzej Ruciński (matematyk)
Andrzej Ruciński (ur. 1 listopada 1955 w Poznaniu) – polski matematyk, profesor nauk matematycznych. Specjalizuje się w informatyce teoretycznej i matematyce dyskretnej. Profesor Wydziału Matematyki i Informatyki Uniwersytetu im. Adama Mickiewicza w Poznaniu oraz profesor wizytujący w amerykańskim Emory University.

## Życiorys
Studia z matematyki ukończył na poznańskim UAM w 1979, gdzie następnie został zatrudniony i zdobywał kolejne awanse akademickie. Doktoryzował się w 1983, a habilitację otrzymał w 1988. Od 1989 pracuje przy redagowaniu czasopisma naukowego „Random Structures and Algorithms”. Tytuł naukowy profesora nauk matematycznych otrzymał w 1999. Pracuje jako profesor zwyczajny w Zakładzie Matematyki Dyskretnej Wydziału Matematyki i Informatyki UAM. Członek Polskiego Towarzystwa Matematycznego oraz Amerykańskiego Towarzystwa Matematycznego. W latach 1978–1982 członek Polskiej Zjednoczonej Partii Robotniczej.
Syn Kazimierza i Eleonory (z domu Noszczyńskiej).

## Wybrane publikacje
- On Nondeterministic Methods In Discrete Mathematics (wraz z Z. Palką), Wydawnictwo Naukowo-Techniczne, Warszawa 1996
- Enumerative Combinatorics (wraz z Z. Palką), Wydawnictwo Naukowo-Techniczne, Warszawa 1998
- Random Graphs (wraz z S. Jansonem i T. Łuczakiem), wyd. Wiley 2000[6]
- ponadto artykuły publikowane w takich czasopismach jak m.in. „Discrete Mathematics”, „Combinatorics Probability and Computing”, „Journal of Combinatorial Theory Series B”, „Combinatorica” oraz „Journal of Combinatorial Theory Series A”[7][8].